# Top Teams Cup 2004–2005 (damer)
Top Teams Cup 2004-2005 var den 26:e upplagan av tävlingen, som är den nästa mest prestigefyllda volleybolltävlingen för klubblag i Europa. Turneringen pågick mellan 22 oktober 2004 och 13 mars 2005 och 40 lag från CEV:s medlemsförbund deltog. Chieri Torino Volley Club vann tävlingen för första gången genom att besegra TSV Bayer 04 Leverkusen i finalen. Logan Tom utsågs till mest värdefulla spelare.

## Deltagande lag
| - Anorthosis Famagusta - Panellinios GS - CS Știința Bacău - VK Slávia EU Bratislava - Gwardia Wrocław - VK Královo Pole - CS Rapid București - Chieri Torino Volley Club - Eczacıbaşı SK - Vanajan RC | - Holte IF - Asterix Kieldrecht - ATSC Klagenfurt - Volley Köniz - TSV Bayer 04 Leverkusen - Longa '59 - AEL Limassol - OK Vital - CS Madeira - VK Minsk | - ZVK Dinamo-Jantar - OK HIT Nova Gorica - Fatum Nyíregyháza - DHV Odense - Jinestra Odesa - VV Pollux - Örebro Volley - Volley 80 Pétange - OK Imzit Dobrinja - Imzit Sarajevo | - Schwechat Post - VC Kanti - VC OMS SH Senica - KS Dinamo Tirana - Troon VC - Datovoc Tongeren - Vallentuna VBK - OK Velika Gorica - RC Villebon 91 - HAOK Mladost |

## Första omgången[2]

### Grupp A
- Spelplats: Lichtenvoorde, Nederländerna

#### Resultat
| Datum    | Mellan                                    | Resultat | Set   | Set   | Set   | Set   | Set | Poäng totalt | Speltid | Åskådare |
| Datum    | Mellan                                    | Resultat | 1     | 2     | 3     | 4     | 5   | Poäng totalt | Speltid | Åskådare |
| -------- | ----------------------------------------- | -------- | ----- | ----- | ----- | ----- | --- | ------------ | ------- | -------- |
| 22-10-04 | VK Slávia EU Bratislava - VK Královo Pole | 3 - 0    | 25:14 | 25:21 | 25:19 |       |     | 75 - 54      | 1:17    | 300      |
| 22-10-04 | Longa '59 - Vallentuna VBK                | 3 - 0    | 25:9  | 25:12 | 25:13 |       |     | 75 - 34      | 1:02    | 000      |
| 23-10-04 | Vallentuna VBK - VK Slávia EU Bratislava  | 0 - 3    | 17:25 | 14:25 | 20:25 |       |     | 51 - 75      | 1:15    | 200      |
| 23-10-04 | VK Královo Pole - Longa '59               | 0 - 3    | 22:25 | 8:25  | 20:25 |       |     | 50 - 75      | 1:02    | 900      |
| 24-10-04 | VK Královo Pole - Vallentuna VBK          | 3 - 0    | 25:15 | 25:20 | 30:28 |       |     | 80 - 63      | 1:19    | 250      |
| 24-10-04 | Longa '59 - VK Slávia EU Bratislava       | 3 - 1    | 25:19 | 25:21 | 18:25 | 25:17 |     | 93 - 82      | 1:37    | 1.800    |

#### Sluttabell
| Pos | Lag                     | Poäng | Matcher | Matcher | Matcher   | Set   | Set       | Kvot  | Poäng | Poäng     | Kvot  |
| Pos | Lag                     | Poäng | Spelade | Vunna   | Förlorade | Vunna | Förlorade | Kvot  | Vunna | Förlorade | Kvot  |
| --- | ----------------------- | ----- | ------- | ------- | --------- | ----- | --------- | ----- | ----- | --------- | ----- |
| 1   | Longa '59               | 6     | 3       | 3       | 0         | 9     | 1         | 9.000 | 243   | 166       | 1.464 |
| 2   | VK Slávia EU Bratislava | 5     | 3       | 2       | 1         | 7     | 3         | 2.333 | 232   | 198       | 1.172 |
| 3   | VK Královo Pole         | 4     | 3       | 1       | 2         | 3     | 6         | 0.500 | 184   | 213       | 0.864 |
| 4   | Vallentuna VBK          | 3     | 3       | 0       | 3         | 0     | 9         | 0.000 | 148   | 230       | 0.643 |

### Grupp B
- Spelplats: Pétange, Luxemburg

#### Resultat
| Datum    | Mellan                                   | Resultat | Set   | Set   | Set   | Set   | Set | Poäng totalt | Speltid | Åskådare |
| Datum    | Mellan                                   | Resultat | 1     | 2     | 3     | 4     | 5   | Poäng totalt | Speltid | Åskådare |
| -------- | ---------------------------------------- | -------- | ----- | ----- | ----- | ----- | --- | ------------ | ------- | -------- |
| 22-10-04 | ATSC Klagenfurt - OK Imzit Dobrinja      | 3 - 1    | 25:21 | 17:25 | 25:15 | 25:22 |     | 92 - 83      | 1:44    | 30       |
| 22-10-04 | Volley 80 Pétange - Anorthosis Famagusta | 0 - 3    | 20:25 | 23:25 | 18:25 |       |     | 61 - 75      | 1:13    | 60       |
| 23-10-04 | Anorthosis Famagusta - ATSC Klagenfurt   | 1 - 3    | 18:25 | 13:25 | 25:23 | 17:25 |     | 73 - 98      | 1:30    | 70       |
| 23-10-04 | OK Imzit Dobrinja - Volley 80 Pétange    | 3 - 1    | 21:25 | 25:15 | 25:14 | 25:16 |     | 96 - 70      | 1:34    | 150      |
| 24-10-04 | Anorthosis Famagusta - OK Imzit Dobrinja | 0 - 3    | 16:25 | 13:25 | 11:25 |       |     | 40 - 75      | 1:06    | 70       |
| 24-10-04 | Volley 80 Pétange - ATSC Klagenfurt      | 3 - 1    | 14:25 | 13:25 | 20:25 |       |     | 47 - 75      | 1:10    | 100      |

#### Sluttabell
| Pos | Lag                  | Poäng | Matcher | Matcher | Matcher   | Set   | Set       | Kvot  | Poäng | Poäng     | Kvot  |
| Pos | Lag                  | Poäng | Spelade | Vunna   | Förlorade | Vunna | Förlorade | Kvot  | Vunna | Förlorade | Kvot  |
| --- | -------------------- | ----- | ------- | ------- | --------- | ----- | --------- | ----- | ----- | --------- | ----- |
| 1   | ATSC Klagenfurt      | 6     | 3       | 3       | 0         | 9     | 2         | 4.500 | 265   | 203       | 1.305 |
| 2   | OK Imzit Dobrinja    | 5     | 3       | 2       | 1         | 7     | 4         | 1.750 | 254   | 202       | 1.257 |
| 3   | Anorthosis Famagusta | 4     | 3       | 1       | 2         | 4     | 6         | 0.667 | 188   | 234       | 0.803 |
| 4   | Volley 80 Pétange    | 3     | 3       | 0       | 3         | 1     | 9         | 0.111 | 178   | 246       | 0.724 |

### Grupp C
- Spelplats: Kieldrecht, Belgien

#### Resultat
| Datum    | Mellan                                         | Resultat | Set   | Set   | Set   | Set   | Set   | Poäng totalt | Speltid | Åskådare |
| Datum    | Mellan                                         | Resultat | 1     | 2     | 3     | 4     | 5     | Poäng totalt | Speltid | Åskådare |
| -------- | ---------------------------------------------- | -------- | ----- | ----- | ----- | ----- | ----- | ------------ | ------- | -------- |
| 22-10-04 | Chieri Torino Volley Club - CS Rapid București | 3 - 0    | 25:10 | 25:21 | 25:22 |       |       | 75 - 53      | 1:02    | 140      |
| 22-10-04 | Asterix Kieldrecht - VC Kanti                  | 3 - 1    | 26:24 | 25:12 | 24:26 | 25:19 |       | 100 - 81     | 1:40    | 670      |
| 23-10-04 | CS Rapid București - VC Kanti                  | 3 - 2    | 25:19 | 18:25 | 25:21 | 20:25 | 15:12 | 103 - 102    | 2:02    | 120      |
| 23-10-04 | Chieri Torino Volley Club - Asterix Kieldrecht | 3 - 0    | 25:17 | 25:16 | 25:19 |       |       | 75 - 52      | 1:04    | 550      |
| 24-10-04 | VC Kanti - Chieri Torino Volley Club           | 0 - 3    | 23:25 | 14:25 | 15:25 |       |       | 52 - 75      | 1:12    | 70       |
| 24-10-04 | CS Rapid București - Asterix Kieldrecht        | 1 - 3    | 15:25 | 25:19 | 18:25 | 22:25 |       | 80 - 94      | 1:36    | 350      |

#### Sluttabell
| Pos | Lag                       | Poäng | Matcher | Matcher | Matcher   | Set   | Set       | Kvot  | Poäng | Poäng     | Kvot  |
| Pos | Lag                       | Poäng | Spelade | Vunna   | Förlorade | Vunna | Förlorade | Kvot  | Vunna | Förlorade | Kvot  |
| --- | ------------------------- | ----- | ------- | ------- | --------- | ----- | --------- | ----- | ----- | --------- | ----- |
| 1   | Chieri Torino Volley Club | 6     | 3       | 3       | 0         | 9     | 0         | MAX   | 225   | 157       | 1.433 |
| 2   | Asterix Kieldrecht        | 5     | 3       | 2       | 1         | 6     | 5         | 1.200 | 246   | 236       | 1.042 |
| 3   | CS Rapid București        | 4     | 3       | 1       | 2         | 4     | 8         | 0.500 | 236   | 271       | 0.871 |
| 4   | VC Kanti                  | 3     | 3       | 0       | 3         | 3     | 9         | 0.333 | 235   | 278       | 0.845 |

### Grupp D
- Spelplats: Troon, Storbritannien

#### Resultat
| Datum    | Mellan                      | Resultat | Set   | Set   | Set   | Set   | Set   | Poäng totalt | Speltid | Åskådare |
| Datum    | Mellan                      | Resultat | 1     | 2     | 3     | 4     | 5     | Poäng totalt | Speltid | Åskådare |
| -------- | --------------------------- | -------- | ----- | ----- | ----- | ----- | ----- | ------------ | ------- | -------- |
| 22-10-04 | Holte IF - Vanajan RC       | 0 - 3    | 19:25 | 19:25 | 10:25 |       |       | 48 - 75      | 1:05    | 100      |
| 22-10-04 | RC Villebon 91 - Troon VC   | 3 - 0    | 25:11 | 25:7  | 25:13 |       |       | 75 - 31      | 0:59    | 100      |
| 23-10-04 | Vanajan RC - RC Villebon 91 | 0 - 3    | 13:25 | 22:25 | 23:25 |       |       | 58 - 75      | -       | 0        |
| 23-10-04 | Troon VC - Holte IF         | 2 - 3    | 19:25 | 25:21 | 25:22 | 25:27 | 10:15 | 104 - 110    | 2:09    | 150      |
| 24-10-04 | Holte IF - RC Villebon 91   | 0 - 3    | 16:25 | 18:25 | 14:25 |       |       | 48 - 75      | 1:03    | 75       |
| 24-10-04 | Troon VC - Vanajan RC       | 0 - 3    | 9:25  | 15:25 | 16:25 |       |       | 40 - 75      | -       | 150      |

#### Sluttabell
| Pos | Lag            | Poäng | Matcher | Matcher | Matcher   | Set   | Set       | Kvot  | Poäng | Poäng     | Kvot  |
| Pos | Lag            | Poäng | Spelade | Vunna   | Förlorade | Vunna | Förlorade | Kvot  | Vunna | Förlorade | Kvot  |
| --- | -------------- | ----- | ------- | ------- | --------- | ----- | --------- | ----- | ----- | --------- | ----- |
| 1   | RC Villebon 91 | 6     | 3       | 3       | 0         | 9     | 0         | MAX   | 225   | 137       | 1.642 |
| 2   | Vanajan RC     | 5     | 3       | 2       | 1         | 6     | 3         | 2.000 | 208   | 163       | 1.276 |
| 3   | Holte IF       | 4     | 3       | 1       | 2         | 3     | 8         | 0.375 | 206   | 254       | 0.811 |
| 4   | Troon VC       | 3     | 3       | 0       | 3         | 2     | 9         | 0.222 | 175   | 260       | 0.673 |

### Grupp E
- Spelplats: Örebro

#### Resultat
| Datum    | Mellan                              | Resultat | Set   | Set   | Set   | Set   | Set  | Poäng totalt | Speltid | Åskådare |
| Datum    | Mellan                              | Resultat | 1     | 2     | 3     | 4     | 5    | Poäng totalt | Speltid | Åskådare |
| -------- | ----------------------------------- | -------- | ----- | ----- | ----- | ----- | ---- | ------------ | ------- | -------- |
| 22-10-04 | Gwardia Wrocław - VV Pollux         | 3 - 2    | 18:25 | 25:19 | 15:25 | 25:13 | 15:7 | 98 - 89      | 1:49    | 120      |
| 22-10-04 | Örebro Volley - DHV Odense          | 3 - 0    | 25:13 | 25:10 | 25:20 |       |      | 75 - 43      | 1:01    | 280      |
| 23-10-04 | Örebro Volley - Gwardia Wrocław     | 0 - 3    | 12:25 | 11:25 | 22:25 |       |      | 45 - 75      | 1:05    | 100      |
| 23-10-04 | VV Pollux - DHV Odense              | 3 - 0    | 25:23 | 25:23 | 25:21 |       |      | 75 - 67      | 1:20    | 400      |
| 24-10-04 | Mall:Volley DHV Odensse - VV Pollux | 0 - 3    | 14:25 | 17:25 | 14:25 |       |      | 45 - 75      | 1:03    | 100      |
| 24-10-04 | Örebro Volley - Gwardia Wrocław     | 0 - 3    | 8:25  | 21:25 | 13:25 |       |      | 42 - 75      | 1:05    | 300      |

#### Sluttabell
| Pos | Lag             | Poäng | Matcher | Matcher | Matcher   | Set   | Set       | Kvot  | Poäng | Poäng     | Kvot  |
| Pos | Lag             | Poäng | Spelade | Vunna   | Förlorade | Vunna | Förlorade | Kvot  | Vunna | Förlorade | Kvot  |
| --- | --------------- | ----- | ------- | ------- | --------- | ----- | --------- | ----- | ----- | --------- | ----- |
| 1   | Gwardia Wrocław | 6     | 3       | 3       | 0         | 9     | 2         | 4.500 | 248   | 176       | 1.409 |
| 2   | VV Pollux       | 5     | 3       | 2       | 1         | 8     | 3         | 2.667 | 239   | 210       | 1.138 |
| 3   | Örebro Volley   | 4     | 3       | 1       | 2         | 3     | 6         | 0.500 | 184   | 193       | 0.953 |
| 4   | DHV Odense      | 3     | 3       | 0       | 3         | 0     | 9         | 0.000 | 133   | 225       | 0.591 |

### Grupp F
- Spelplats: Senica, Slovakien

#### Resultat
| Datum    | Mellan                                | Resultat | Set   | Set   | Set   | Set   | Set   | Poäng totalt | Speltid | Åskådare |
| Datum    | Mellan                                | Resultat | 1     | 2     | 3     | 4     | 5     | Poäng totalt | Speltid | Åskådare |
| -------- | ------------------------------------- | -------- | ----- | ----- | ----- | ----- | ----- | ------------ | ------- | -------- |
| 22-10-04 | Jinestra Odesa - OK HIT Nova Gorica   | 3 - 2    | 25:13 | 25:14 | 17:25 | 27:29 | 18:16 | 112 - 97     | 1:49    | 250      |
| 22-10-04 | Imzit Sarajevo - VC OMS SH Senica     | 0 - 3    | 13:25 | 15:25 | 14:25 |       |       | 42 - 75      | 1:01    | 450      |
| 23-10-04 | Imzit Sarajevo - Jinestra Odesa       | 0 - 3    | 14:25 | 22:25 | 16:25 |       |       | 52 - 75      | 1:04    | 150      |
| 23-10-04 | VC OMS SH Senica - OK HIT Nova Gorica | 3 - 1    | 16:25 | 25:21 | 27:25 | 25:23 |       | 93 - 94      | 1:35    | 550      |
| 24-10-04 | OK HIT Nova Gorica - Imzit Sarajevo   | 3 - 0    | 25:19 | 25:19 | 25:15 |       |       | 75 - 53      | 1:08    | 100      |
| 24-10-04 | Jinestra Odesa - VC OMS SH Senica     | 3 - 0    | 25:19 | 25:19 | 25:21 |       |       | 75 - 59      | -       | 0        |

#### Sluttabell
| Pos | Lag                | Poäng | Matcher | Matcher | Matcher   | Set   | Set       | Kvot  | Poäng | Poäng     | Kvot  |
| Pos | Lag                | Poäng | Spelade | Vunna   | Förlorade | Vunna | Förlorade | Kvot  | Vunna | Förlorade | Kvot  |
| --- | ------------------ | ----- | ------- | ------- | --------- | ----- | --------- | ----- | ----- | --------- | ----- |
| 1   | Jinestra Odesa     | 6     | 3       | 3       | 0         | 9     | 2         | 4.500 | 262   | 208       | 1.260 |
| 2   | VC OMS SH Senica   | 5     | 3       | 2       | 1         | 6     | 4         | 1.500 | 227   | 211       | 1.076 |
| 3   | OK HIT Nova Gorica | 4     | 3       | 1       | 2         | 6     | 6         | 1.000 | 266   | 258       | 1.031 |
| 4   | Imzit Sarajevo     | 3     | 3       | 0       | 3         | 0     | 9         | 0.000 | 147   | 225       | 0.653 |

### Grupp G
- Spelplats: Velika Gorica, Kroatien

#### Resultat
| Datum    | Mellan                              | Resultat | Set   | Set   | Set   | Set   | Set   | Poäng totalt | Speltid | Åskådare |
| Datum    | Mellan                              | Resultat | 1     | 2     | 3     | 4     | 5     | Poäng totalt | Speltid | Åskådare |
| -------- | ----------------------------------- | -------- | ----- | ----- | ----- | ----- | ----- | ------------ | ------- | -------- |
| 22-10-04 | Schwechat Post - CS Știința Bacău   | 3 - 2    | 15:25 | 26:24 | 31:33 | 25:22 | 15:10 | 112 - 114    | 2:14    | 200      |
| 22-10-04 | OK Velika Gorica - AEL Limassol     | 3 - 0    | 25:10 | 25:17 | 25:22 |       |       | 75 - 49      | 1:09    | 400      |
| 23-10-04 | CS Știința Bacău - AEL Limassol     | 0 - 3    | 25:17 | 25:15 | 25:17 |       |       | 75 - 49      | 1:06    | 100      |
| 23-10-04 | Schwechat Post - OK Velika Gorica   | 0 - 3    | 18:25 | 25:27 | 21:25 |       |       | 64 - 77      | 1:14    | 500      |
| 24-10-04 | AEL Limassol - Schwechat Post       | 0 - 3    | 25:27 | 12:25 | 18:25 |       |       | 55 - 77      | 1:18    | 50       |
| 24-10-04 | OK Velika Gorica - CS Știința Bacău | 3 - 1    | 25:19 | 22:25 | 25:21 | 25:20 |       | 97 - 85      | 1:48    | 400      |

#### Sluttabell
| Pos | Lag              | Poäng | Matcher | Matcher | Matcher   | Set   | Set       | Kvot  | Poäng | Poäng     | Kvot  |
| Pos | Lag              | Poäng | Spelade | Vunna   | Förlorade | Vunna | Förlorade | Kvot  | Vunna | Förlorade | Kvot  |
| --- | ---------------- | ----- | ------- | ------- | --------- | ----- | --------- | ----- | ----- | --------- | ----- |
| 1   | OK Velika Gorica | 6     | 3       | 3       | 0         | 9     | 1         | 9.000 | 249   | 198       | 1.258 |
| 2   | Schwechat Post   | 5     | 3       | 2       | 1         | 6     | 5         | 1.200 | 253   | 246       | 1.028 |
| 3   | CS Știința Bacău | 4     | 3       | 1       | 2         | 6     | 6         | 1.000 | 274   | 258       | 1.062 |
| 4   | AEL Limassol     | 3     | 3       | 0       | 3         | 0     | 9         | 0.000 | 153   | 227       | 0.674 |

### Grupp H
- Spelplats: Moskva, Ryssland

#### Resultat
| Datum    | Mellan                               | Resultat | Set   | Set   | Set   | Set   | Set   | Poäng totalt | Speltid | Åskådare |
| Datum    | Mellan                               | Resultat | 1     | 2     | 3     | 4     | 5     | Poäng totalt | Speltid | Åskådare |
| -------- | ------------------------------------ | -------- | ----- | ----- | ----- | ----- | ----- | ------------ | ------- | -------- |
| 15-12-06 | VK Minsk - Eczacıbaşı SK             | 1 - 3    | 15:25 | 26:24 | 17:25 | 14:25 |       | 72 - 99      | 1:29    | 260      |
| 15-12-06 | KS Dinamo Tirana - ZVK Dinamo-Jantar | 0 - 3    | 14:25 | 14:25 | 16:25 |       |       | 44 - 75      | 1:03    | 380      |
| 23-10-04 | Eczacıbaşı SK - KS Dinamo Tirana     | 3 - 0    | 25:12 | 25:12 | 25:13 |       |       | 75 - 37      | 0:57    | 200      |
| 23-10-04 | ZVK Dinamo-Jantar - VK Minsk         | 3 - 1    | 19:25 | 25:18 | 25:23 | 26:24 |       | 95 - 90      | 1:33    | 320      |
| 24-10-04 | VK Minsk - KS Dinamo Tirana          | 3 - 0    | 25:19 | 25:14 | 25:17 |       |       | 75 - 50      | 1:01    | 200      |
| 24-10-04 | ZVK Dinamo-Jantar - Eczacıbaşı SK    | 3 - 0    | 24:26 | 22:25 | 27:25 | 25:18 | 12:15 | 110 - 109    | 2:01    | 480      |

#### Sluttabell
| Pos | Lag               | Poäng | Matcher | Matcher | Matcher   | Set   | Set       | Kvot  | Poäng | Poäng     | Kvot  |
| Pos | Lag               | Poäng | Spelade | Vunna   | Förlorade | Vunna | Förlorade | Kvot  | Vunna | Förlorade | Kvot  |
| --- | ----------------- | ----- | ------- | ------- | --------- | ----- | --------- | ----- | ----- | --------- | ----- |
| 1   | Eczacıbaşı SK     | 6     | 3       | 3       | 0         | 9     | 3         | 3.000 | 283   | 219       | 1.292 |
| 2   | ZVK Dinamo-Jantar | 5     | 3       | 2       | 1         | 8     | 4         | 2.000 | 280   | 243       | 1.152 |
| 3   | VK Minsk          | 4     | 3       | 1       | 2         | 5     | 6         | 0.833 | 237   | 244       | 0.971 |
| 6   | KS Dinamo Tirana  | 3     | 3       | 0       | 3         | 0     | 9         | 0.000 | 131   | 225       | 0.582 |

## Andra omgången[2]

### Grupp A

#### Resultat
| Datum    | Mellan                               | Resultat | Set   | Set   | Set   | Set   | Set   | Poäng totalt | Speltid | Åskådare |
| Datum    | Mellan                               | Resultat | 1     | 2     | 3     | 4     | 5     | Poäng totalt | Speltid | Åskådare |
| -------- | ------------------------------------ | -------- | ----- | ----- | ----- | ----- | ----- | ------------ | ------- | -------- |
| 10-11-04 | RC Villebon 91 - Fatum Nyíregyháza   | 3 - 0    | 25:17 | 25:12 | 25:19 |       |       | 75 - 48      | 1:04    | 200      |
| 10-11-04 | OK Velika Gorica - Datovoc Tongeren  | 0 - 3    | 23:25 | 18:25 | 20:25 |       |       | 61 - 75      | 1:13    | 1.000    |
| 17-11-04 | Datovoc Tongeren - RC Villebon 91    | 1 - 3    | 19:25 | 21:25 | 25:21 | 21:25 |       | 86 - 96      | 1:34    | 1.000    |
| 17-11-04 | Fatum Nyíregyháza - OK Velika Gorica | 3 - 0    | 25:20 | 25:18 | 26:24 |       |       | 76 - 62      | 1:12    | 500      |
| 24-11-04 | RC Villebon 91 - OK Velika Gorica    | 3 - 2    | 25:20 | 25:20 | 20:25 | 19:25 | 17:15 | 106 - 105    | 1:55    | 150      |
| 25-11-04 | Fatum Nyíregyháza - Datovoc Tongeren | 0 - 3    | 18:25 | 23:25 | 20:25 |       |       | 61 - 75      | 1:11    | 390      |
| 01-12-04 | Datovoc Tongeren - Fatum Nyíregyháza | 3 - 0    | 25:15 | 25:16 | 25:21 |       |       | 75 - 52      | 1:07    | 800      |
| 01-12-04 | OK Velika Gorica - RC Villebon 91    | 1 - 3    | 22:25 | 22:25 | 25:23 | 17:25 |       | 86 - 98      | 1:48    | 400      |
| 08-12-04 | OK Velika Gorica - Fatum Nyíregyháza | 3 - 0    | 25:18 | 25:16 | 25:23 |       |       | 75 - 57      | 1:10    | 500      |
| 08-12-04 | RC Villebon 91 - Datovoc Tongeren    | 1 - 3    | 20:25 | 25:17 | 24:26 | 21:25 |       | 90 - 93      | 1:39    | 210      |
| 14-12-04 | Datovoc Tongeren - OK Velika Gorica  | 3 - 0    | 25:17 | 25:6  | 25:18 |       |       | 75 - 41      | 1:05    | 1.000    |
| 14-12-04 | Fatum Nyíregyháza - RC Villebon 91   | 1 - 3    | 16:25 | 20:25 | 25:21 | 12:25 |       | 73 - 96      | 1:28    | 250      |

#### Sluttabell
| Pos | Lag               | Poäng | Matcher | Matcher | Matcher   | Set   | Set       | Kvot  | Poäng | Poäng     | Kvot  |
| Pos | Lag               | Poäng | Spelade | Vunna   | Förlorade | Vunna | Förlorade | Kvot  | Vunna | Förlorade | Kvot  |
| --- | ----------------- | ----- | ------- | ------- | --------- | ----- | --------- | ----- | ----- | --------- | ----- |
| 1   | Datovoc Tongeren  | 11    | 6       | 5       | 1         | 16    | 4         | 4.000 | 479   | 401       | 1.195 |
| 2   | RC Villebon 91    | 11    | 6       | 5       | 1         | 16    | 8         | 2.000 | 561   | 491       | 1.143 |
| 3   | OK Velika Gorica  | 7     | 6       | 1       | 5         | 6     | 15        | 0.400 | 430   | 487       | 0.883 |
| 4   | Fatum Nyíregyháza | 7     | 6       | 1       | 5         | 4     | 15        | 0.267 | 367   | 458       | 0.801 |

### Grupp B

#### Resultat
| Datum    | Mellan                       | Resultat | Set   | Set   | Set   | Set   | Set   | Poäng totalt | Speltid | Åskådare |
| Datum    | Mellan                       | Resultat | 1     | 2     | 3     | 4     | 5     | Poäng totalt | Speltid | Åskådare |
| -------- | ---------------------------- | -------- | ----- | ----- | ----- | ----- | ----- | ------------ | ------- | -------- |
| 10-11-04 | Longa '59 - Eczacıbaşı SK    | 3 - 0    | 25:20 | 25:22 | 25:18 |       |       | 75 - 60      | 1:15    | 1.000    |
| 10-11-04 | Volley Köniz - CS Madeira    | 3 - 0    | 25:21 | 25:19 | 25:21 |       |       | 75 - 61      | 1:01    | 1.120    |
| 17-11-04 | CS Madeira - Longa '59       | 2 - 3    | 25:23 | 20:25 | 22:25 | 25:22 | 9:15  | 101 - 110    | 2:10    | 200      |
| 18-11-04 | Eczacıbaşı SK - Volley Köniz | 3 - 2    | 22:25 | 25:22 | 21:25 | 25:21 | 15:13 | 108 - 106    | 1:57    | 700      |
| 24-11-04 | Longa '59 - Volley Köniz     | 3 - 1    | 25:22 | 25:18 | 17:25 | 25:18 |       | 92 - 83      | 1:34    | 900      |
| 24-11-04 | Eczacıbaşı SK - CS Madeira   | 3 - 0    | 25:13 | 25:20 | 25:18 |       |       | 75 - 51      | 1:10    | 700      |
| 01-12-04 | CS Madeira - Eczacıbaşı SK   | 1 - 3    | 25:15 | 17:25 | 23:25 | 22:25 |       | 87 - 90      | 1:45    | 250      |
| 01-12-04 | Volley Köniz - Longa '59     | 3 - 1    | 25:16 | 25:18 | 22:25 | 25:22 |       | 97 - 81      | 1:34    | 1.500    |
| 08-12-04 | Volley Köniz - Eczacıbaşı SK | 1 - 3    | 25:15 | 18:25 | 25:27 | 19:25 |       | 87 - 92      | 1:35    | 1.500    |
| 08-12-04 | Longa '59 - CS Madeira       | 3 - 0    | 25:18 | 25:20 | 25:18 |       |       | 75 - 56      | 1:21    | 1.200    |
| 14-12-04 | CS Madeira - Volley Köniz    | 0 - 3    | 16:25 | 16:25 | 17:25 |       |       | 49 - 75      | 1:12    | 250      |
| 14-12-04 | Eczacıbaşı SK - Longa '59    | 3 - 1    | 14:25 | 25:11 | 25:14 | 25:22 |       | 89 - 72      | 1:25    | 700      |

#### Sluttabell
| Pos | Lag           | Poäng | Matcher | Matcher | Matcher   | Set   | Set       | Kvot  | Poäng | Poäng     | Kvot  |
| Pos | Lag           | Poäng | Spelade | Vunna   | Förlorade | Vunna | Förlorade | Kvot  | Vunna | Förlorade | Kvot  |
| --- | ------------- | ----- | ------- | ------- | --------- | ----- | --------- | ----- | ----- | --------- | ----- |
| 1   | Eczacıbaşı SK | 11    | 6       | 5       | 1         | 15    | 8         | 1.875 | 514   | 478       | 1.075 |
| 2   | Longa '59     | 10    | 6       | 4       | 2         | 14    | 9         | 1.556 | 505   | 486       | 1.039 |
| 3   | Volley Köniz  | 9     | 6       | 3       | 3         | 13    | 10        | 0.300 | 523   | 483       | 1.083 |
| 4   | CS Madeira    | 6     | 6       | 0       | 6         | 3     | 18        | 0.167 | 405   | 500       | 0.810 |

### Grupp C

#### Resultat
| Datum    | Mellan                                     | Resultat | Set   | Set   | Set   | Set   | Set   | Poäng totalt | Speltid | Åskådare |
| Datum    | Mellan                                     | Resultat | 1     | 2     | 3     | 4     | 5     | Poäng totalt | Speltid | Åskådare |
| -------- | ------------------------------------------ | -------- | ----- | ----- | ----- | ----- | ----- | ------------ | ------- | -------- |
| 09-11-04 | Panellinios GS - Jinestra Odesa            | 1 - 3    | 25:23 | 22:25 | 17:25 | 19:25 |       | 83 - 98      | 1:34    | 250      |
| 10-11-04 | HAOK Mladost - Chieri Torino Volley Club   | 1 - 3    | 25:18 | 24:26 | 21:25 | 20:25 |       | 90 - 94      | 1:40    | 600      |
| 16-11-04 | Jinestra Odesa - HAOK Mladost              | 3 - 2    | 25:19 | 25:23 | 22:25 | 22:25 | 15:13 | 109 - 105    | 1:59    | 400      |
| 17-11-04 | Chieri Torino Volley Club - Panellinios GS | 3 - 0    | 25:13 | 25:11 | 25:15 |       |       | 75 - 39      | 1:07    | 500      |
| 24-11-04 | HAOK Mladost - Panellinios GS              | 3 - 1    | 23:25 | 25:17 | 25:18 | 25:15 |       | 98 - 75      | 1:39    | 1.000    |
| 24-11-04 | Chieri Torino Volley Club - Jinestra Odesa | 3 - 0    | 25:15 | 25:22 | 25:17 |       |       | 75 - 54      | 1:10    | 0        |
| 01-12-04 | Panellinios GS - HAOK Mladost              | 3 - 1    | 26:28 | 25:23 | 26:24 | 25:21 |       | 102 - 96     | 1:46    | 300      |
| 02-12-04 | Jinestra Odesa - Chieri Torino Volley Club | 0 - 3    | 15:25 | 14:25 | 21:25 |       |       | 50 - 75      | 1:03    | 2.570    |
| 07-12-04 | Panellinios GS - Chieri Torino Volley Club | 0 - 3    | 23:25 | 21:25 | 19:25 |       |       | 63 - 75      | 1:15    | 300      |
| 08-12-04 | HAOK Mladost - Jinestra Odesa              | 3 - 0    | 25:23 | 25:23 | 25:14 |       |       | 75 - 60      | 1:06    | 300      |
| 14-12-04 | Jinestra Odesa - Panellinios GS            | 3 - 1    | 21:25 | 25:17 | 25:19 | 25:17 |       | 96 - 78      | 1:36    | 400      |
| 14-12-04 | Chieri Torino Volley Club - HAOK Mladost   | 3 - 2    | 25:15 | 25:12 | 30:32 | 19:25 | 15:9  | 114 - 93     | 1:46    | 200      |

#### Sluttabell
| Pos | Lag                       | Poäng | Matcher | Matcher | Matcher   | Set   | Set       | Kvot  | Poäng | Poäng     | Kvot  |
| Pos | Lag                       | Poäng | Spelade | Vunna   | Förlorade | Vunna | Förlorade | Kvot  | Vunna | Förlorade | Kvot  |
| --- | ------------------------- | ----- | ------- | ------- | --------- | ----- | --------- | ----- | ----- | --------- | ----- |
| 1   | Chieri Torino Volley Club | 12    | 6       | 6       | 0         | 18    | 3         | 6.000 | 508   | 389       | 1.306 |
| 2   | Jinestra Odesa            | 9     | 6       | 3       | 3         | 9     | 13        | 0.692 | 467   | 491       | 0.951 |
| 3   | HAOK Mladost              | 8     | 6       | 2       | 4         | 12    | 13        | 0.923 | 557   | 554       | 1.005 |
| 4   | Panellinios GS            | 7     | 6       | 1       | 5         | 6     | 16        | 0.375 | 440   | 538       | 0.818 |

### Grupp D

#### Resultat
| Datum    | Mellan                                    | Resultat | Set   | Set   | Set   | Set   | Set   | Poäng totalt | Speltid | Åskådare |
| Datum    | Mellan                                    | Resultat | 1     | 2     | 3     | 4     | 5     | Poäng totalt | Speltid | Åskådare |
| -------- | ----------------------------------------- | -------- | ----- | ----- | ----- | ----- | ----- | ------------ | ------- | -------- |
| 10-11-04 | ATSC Klagenfurt - OK Vital                | 0 - 3    | 19:25 | 16:25 | 21:25 |       |       | 56 - 75      | 1:16    | 330      |
| 10-11-04 | TSV Bayer 04 Leverkusen - Gwardia Wrocław | 0 - 3    | 21:25 | 25:16 | 25:17 | 25:8  |       | 96 - 66      | 1:36    | 600      |
| 17-11-04 | Gwardia Wrocław - ATSC Klagenfurt         | 3 - 0    | 25:12 | 25:13 | 25:15 |       |       | 75 - 40      | 1:05    | 1.000    |
| 17-11-04 | OK Vital - TSV Bayer 04 Leverkusen        | 1 - 3    | 19:25 | 25:20 | 24:26 | 28:30 |       | 96 - 101     | 1:59    | 200      |
| 24-11-04 | ATSC Klagenfurt - TSV Bayer 04 Leverkusen | 1 - 3    | 25:18 | 18:25 | 19:25 | 17:25 |       | 79 - 93      | 1:20    | 300      |
| 24-11-04 | OK Vital - Gwardia Wrocław                | 0 - 3    | 19:25 | 22:25 | 21:25 |       |       | 62 - 75      | 1:20    | 300      |
| 01-12-04 | Gwardia Wrocław - OK Vital                | 2 - 3    | 25:20 | 25:21 | 20:25 | 20:25 | 13:15 | 103 - 106    | 2:03    | 0        |
| 01-12-04 | TSV Bayer 04 Leverkusen - ATSC Klagenfurt | 3 - 2    | 25:19 | 25:22 | 20:25 | 20:25 | 15:7  | 105 - 98     | 1:51    | 550      |
| 08-12-04 | TSV Bayer 04 Leverkusen - OK Vital        | 3 - 1    | 25:2  | 25:20 | 18:25 | 25:20 |       | 93 - 67      | 1:38    | 500      |
| 08-12-04 | ATSC Klagenfurt - Gwardia Wrocław         | 0 - 3    | 25:27 | 20:25 | 17:25 |       |       | 62 - 77      | 1:17    | 360      |
| 14-12-04 | Gwardia Wrocław - TSV Bayer 04 Leverkusen | 3 - 2    | 14:25 | 25:21 | 30:28 | 21:25 | 15:10 | 105 - 109    | 2:03    | 1.000    |
| 14-12-04 | OK Vital - ATSC Klagenfurt                | 3 - 1    | 25:19 | 23:25 | 25:14 | 25:17 |       | 98 - 75      | 1:32    | 80       |

#### Sluttabell
| Pos | Lag                     | Poäng | Matcher | Matcher | Matcher   | Set   | Set       | Kvot  | Poäng | Poäng     | Kvot  |
| Pos | Lag                     | Poäng | Spelade | Vunna   | Förlorade | Vunna | Förlorade | Kvot  | Vunna | Förlorade | Kvot  |
| --- | ----------------------- | ----- | ------- | ------- | --------- | ----- | --------- | ----- | ----- | --------- | ----- |
| 1   | TSV Bayer 04 Leverkusen | 6     | 6       | 5       | 1         | 11    | 17        | 1.889 | 597   | 511       | 1.168 |
| 2   | Gwardia Wrocław         | 10    | 6       | 4       | 2         | 15    | 8         | 1.875 | 501   | 475       | 1.055 |
| 3   | OK Vital                | 9     | 6       | 3       | 3         | 11    | 12        | 0.917 | 504   | 503       | 1.002 |
| 4   | ATSC Klagenfurt         | 6     | 6       | 0       | 6         | 4     | 18        | 0.222 | 410   | 523       | 0.784 |

## Kvartsfinaler[2]

### Match 1
| Datum    | Mellan                                   | Resultat | Set   | Set   | Set   | Set   | Set   | Poäng totalt | Speltid | Åskådare |
| Datum    | Mellan                                   | Resultat | 1     | 2     | 3     | 4     | 5     | Poäng totalt | Speltid | Åskådare |
| -------- | ---------------------------------------- | -------- | ----- | ----- | ----- | ----- | ----- | ------------ | ------- | -------- |
| 05-01-05 | Eczacıbaşı SK - RC Villebon 91           | 3 - 0    | 25:18 | 27:25 | 25:19 |       |       | 77 - 62      | 1:10    | 700      |
| 05-01-05 | Gwardia Wrocław - Datovoc Tongeren       | 2 - 3    | 20:25 | 25:18 | 22:25 | 25:22 | 6:15  | 98 - 105     | 1:57    | 1.000    |
| 05-02-05 | Jinestra Odesa - TSV Bayer 04 Leverkusen | 2 - 3    | 25:21 | 19:25 | 23:25 | 30:28 | 12:15 | 109 - 114    | 1:54    | 800      |
| 06-01-05 | Chieri Torino Volley Club - Longa '59    | 3 - 0    | 25:15 | 25:19 | 25:17 |       |       | 75 - 51      | 1:06    | 700      |

### Match 2
| Datum    | Mellan                                   | Resultat | Set   | Set   | Set   | Set   | Set   | Poäng totalt | Speltid | Åskådare |
| Datum    | Mellan                                   | Resultat | 1     | 2     | 3     | 4     | 5     | Poäng totalt | Speltid | Åskådare |
| -------- | ---------------------------------------- | -------- | ----- | ----- | ----- | ----- | ----- | ------------ | ------- | -------- |
| 11-01-05 | Datovoc Tongeren - Gwardia Wrocław       | 2 - 3    | 20:25 | 25:27 | 25:10 | 25:21 | 13:15 | 108 - 98     | 1:53    | 1.200    |
| 12-01-05 | RC Villebon 91 - Eczacıbaşı SK           | 0 - 3    | 17:25 | 20:25 | 22:25 |       |       | 59 - 75      | 1:11    | 0        |
| 12-01-05 | TSV Bayer 04 Leverkusen - Jinestra Odesa | 3 - 0    | 25:14 | 25:16 | 25:14 |       |       | 75 - 44      | 0:58    | 800      |
| 13-01-05 | Longa '59 - Chieri Torino Volley Club    | 2 - 3    | 13:25 | 25:20 | 25:21 | 26:28 | 12:15 | 101 - 109    | 1:53    | 800      |

## Slutspel[2]
Slutspelet spelades i Turin, Italien helgen 12/13 mars 2005.

### Spelschema
|  | Semifinaler               | Semifinaler |                         |                           | Final               | Final               |  |
|  |                           |             |                         |                           |                     |                     |  |
|  | Eczacıbaşı SK             | 0           |                         |                           |                     |                     |  |
|  | Eczacıbaşı SK             | 0           |                         |                           |                     |                     |  |
|  | Chieri Torino Volley Club | 3           |                         |                           |                     |                     |  |
|  | Chieri Torino Volley Club | 3           |                         | Chieri Torino Volley Club | 3                   |                     |  |
|  |                           |             |                         | Chieri Torino Volley Club | 3                   |                     |  |
|  |                           |             | TSV Bayer 04 Leverkusen | 0                         |                     |                     |  |
|  | Datovoc Tongeren          | 2           | TSV Bayer 04 Leverkusen | 0                         |                     |                     |  |
|  | Datovoc Tongeren          | 2           |                         |                           |                     |                     |  |
|  | TSV Bayer 04 Leverkusen   | 3           |                         |                           | Match om tredjepris | Match om tredjepris |  |
|  | TSV Bayer 04 Leverkusen   | 3           |                         |                           |                     |                     |  |
|  |                           |             |                         |                           |                     |                     |  |
|  |                           |             |                         |                           | Eczacıbaşı SK       | 3                   |  |
|  |                           |             |                         |                           | Eczacıbaşı SK       | 3                   |  |
|  |                           |             |                         |                           | Datovoc Tongeren    | 0                   |  |

### Resultat
| Datum    | Mellan                                              | Resultat | Set   | Set   | Set   | Set   | Set   | Poäng totalt | Speltid | Åskådare |
| Datum    | Mellan                                              | Resultat | 1     | 2     | 3     | 4     | 5     | Poäng totalt | Speltid | Åskådare |
| -------- | --------------------------------------------------- | -------- | ----- | ----- | ----- | ----- | ----- | ------------ | ------- | -------- |
| 12-03-05 | Eczacıbaşı SK - Chieri Torino Volley Club           | 0 - 3    | 10:25 | 14:25 | 15:25 |       |       | 39 - 75      | 1:00    | 2.000    |
| 12-03-05 | Datovoc Tongeren - TSV Bayer 04 Leverkusen          | 2 - 3    | 26:24 | 19:25 | 25:22 | 22:25 | 12:15 | 104 - 111    | 1:55    | 800      |
| 13-03-05 | Eczacıbaşı SK - Datovoc Tongeren                    | 3 - 0    | 25:18 | 25:13 | 25:23 |       |       | 75 - 54      | 1:05    | -        |
| 13-03-05 | Chieri Torino Volley Club - TSV Bayer 04 Leverkusen | 3 - 0    | 25:19 | 25:13 | 25:17 |       |       | 75 - 49      | 1:12    | -        |

## Individuella utmärkelser
| Utmärkelse              | Namn              | Lag                       |
| ----------------------- | ----------------- | ------------------------- |
| Mest värdefulla spelare | Logan Tom         | Chieri Torino Volley Club |
| Bästa poängvinnare      | Logan Tom         | Chieri Torino Volley Club |
| Bästa blockare          | Cristina Vincenzi | Chieri Torino Volley Club |
| Bästa servare           | Cornelia Dumler   | TSV Bayer 04 Leverkusen   |
| Bästa passare           | Neli Marinova     | Chieri Torino Volley Club |
| Bästa mottagare         | Virna Dias        | Chieri Torino Volley Club |
| Bästa libero            | Maurizia Borri    | Chieri Torino Volley Club |